# Odysee
Pour les articles homonymes, voir Odyssée (homonymie).
Odysee est un site d'hébergement de vidéos créé en septembre 2020 par le libertarien américain Jeremy Kauffman. Il repose sur le protocole LBRY qui est décentralisé grâce à de la diffusion pair-à-pair.

## Historique
Odysee, lancée en septembre 2020 par le libertarien américain Jeremy Kauffman,, est une nouvelle mouture du site lbry.tv, donnant accès par le Web aux documents partagés sur le réseau porté par le protocole LBRY, créé en 2016,.

## Fonctionnement
Le fonctionnement est fondé sur une chaîne de blocs qui permet d’être rémunéré en cryptomonnaie LBC, sans avoir recours à des annonceurs ou à des publicités. Ce système de chaîne de blocs permet de créer un réseau de partage de fichiers décentralisés, rendant inopérant toute tentative de suppression de vidéo. Le site dispose également de règles plus souples que Vimeo ou YouTube en matière de modération et sur les contenus qui y sont autorisés. Odysee interdit toutefois sur sa plateforme les contenus pornographiques ou appelant à la violence.

## Contenu et critiques
Cette moindre modération évite la censure, mais en autorisant les utilisateurs à mettre en ligne plus facilement des vidéos controversées, voire complotistes, Odysee devient un support important pour la désinformation et la réinformation, notamment en France. Celle-ci porte en particulier sur la pandémie de Covid-19 et sur les théories élaborées par la mouvance QAnon,,. Il est notamment fréquent de rencontrer sur la chaîne des vidéos antisémites, faisant l'apologie du nazisme ou niant l'Holocauste. Julian Chandra, vice-président de l'entreprise qui détient Odysee, a ainsi déclaré : "Vous êtes un nazi qui fait des vidéos sur la supériorité de la race blanche ? Ce n'est pas une raison pour qu'on supprime vos vidéos."

## LBRY
LBRY, prononcé comme le mot anglais « library », est un protocole de type chaîne de blocs et pair-à-pair formant un réseau décentralisé de partage multimédia,. Ses composants sont des logiciels libres. LBRY intègre sa propre cryptomonnaie.